# Gopher
Gopher je v informatice označení pro předchůdce hypertextového WWW a též označení pro protokol, který slouží pro komunikaci mezi Gopher klientem a serverem.

## Charakteristika
Gopher byl zveřejněn na Minnesotské univerzitě v roce 1991. Hlavní cíle jsou definovány v RFC 1436 (březen 1993). Gopher do sebe integroval tehdy používané služby FTP, Usenet a vyhledávací služby WAIS, Archie a Veronica. Gopher pracuje na modelu klient–server a mezi klientem a serverem definuje stejnojmenný protokol, který pracuje na
aplikační vrstvě (používá protokol TCP a síťový port 70).
Gopher byl textově orientovaný systém, který prezentoval uživateli hierarchický systém menu, pomocí které byl uživatel navigován. V koncových uzlech menu byly k dispozici odkazy na jiný Gopher server nebo dokumenty s různým obsahem. Textové dokumenty byly zobrazovány přímo, ostatní (obrázky, zvuk, video) bylo možné stáhnout na lokální disk a odtud zobrazit jiným programem (v tehdy rozšířeném systému DOS ani jiná možnost nebyla, grafická rozhraní byla málo dostupná).
Na začátku 90. let 20. století byl Gopher velmi rychle expandujícím nástrojem. I v tehdejší České republice vzniklo na univerzitách několik Gopher serverů. V roce 1993 Minnesotská univerzita oznámila, že zpoplatní používání protokolu Gopher, což spolu s nástupem WWW a jeho jednoduchým protokolem HTTP způsobilo rychlý ústup Gopheru. Nově vznikající webové servery převzaly úlohu Gopheru kolem roku 1995.
V současnosti je protokol Gopher využíván jen velmi zřídka. Firefox, poslední z významných prohlížečů jenž jej podporoval, skončil s podporou v roce 2010.